# Gustav Mahler Jeugdorkest
Het Gustav Mahler Jeugdorkest (Duits: Gustav Mahler Jugendorchester) is een jeugdsymfonieorkest opgericht in 1986 door dirigent Claudio Abbado, met Wenen (Oostenrijk) als basis.

## Geschiedenis
Het orkest was bij de oprichting in 1986 het eerste jeugdorkest dat open audities hield in het toenmalige Oostblok. Vanaf 1992 is er een jury (auditiecommissie), geautoriseerd door Claudio Abbado, die de orkestleden jaarlijks selecteert uit de vele kandidaten tijdens audities in meer vijfentwintig steden in Europa. De nu meer dan 100 musici in het orkest zijn afkomstig uit onder andere Duitsland, Oostenrijk, Frankrijk, Hongarije, Rusland, Spanje, Verenigd Koninkrijk, Roemenië en Zwitserland. De juryleden zijn prominente leden van vooraanstaande symfonieorkesten, die ook tijdens de repetitieperiode het orkest bijstaan.
Het GMJO-tourneerepertoire varieert van klassieke tot hedendaagse muziek met nadruk op de grote symfonische werken van de romantische en laat-romantische periodes. Zijn hoge artistieke niveau en internationaal succes hebben gemaakt dat veel vooraanstaande dirigenten en solisten met het orkesten willen werken. Het Gustav Mahler Jeugdorkest voerde in 2005 tijdens hun paastournee met veel succes met 130 musici Eine Alpensinfonie van Richard Strauss uit, onder leiding van Franz Welser-Möst. Het orkest speelt ook op het Luzern Festival, de Salzburger Festspiele en het Salzburger Osterfestspiele. Veel voormalige leden van het orkest zijn nu leden van Europa's leidende symfonieorkesten, waarvan sommigen op aanvoerdersposities. Oud-leden van het orkest richtten in 1997 met steun van Abbado het Mahler Chamber Orchestra op.
Dirigenten die met het orkest hebben gewerkt zijn Claudio Abbado, Mariss Jansons, Pierre Boulez en Bernard Haitink.

## Opnames
- Richard Strauss: Eine Alpensinfonie, onder leiding van Franz Welser-Möst, EMI 2005.
- Anton Bruckner: Symfonie nr. 8, onder leiding van Franz Welser-Möst, EMI 2002.